# Clinodiplosis alternantherae
Clinodiplosis alternantherae är en tvåvingeart som beskrevs av Gagne 2004. Clinodiplosis alternantherae ingår i släktet Clinodiplosis och familjen gallmyggor. Inga underarter finns listade i Catalogue of Life.